# Mandjelia rejae
Mandjelia rejae is een spinnensoort uit de familie Barychelidae. De soort komt voor in Queensland.